# Birgit Linder

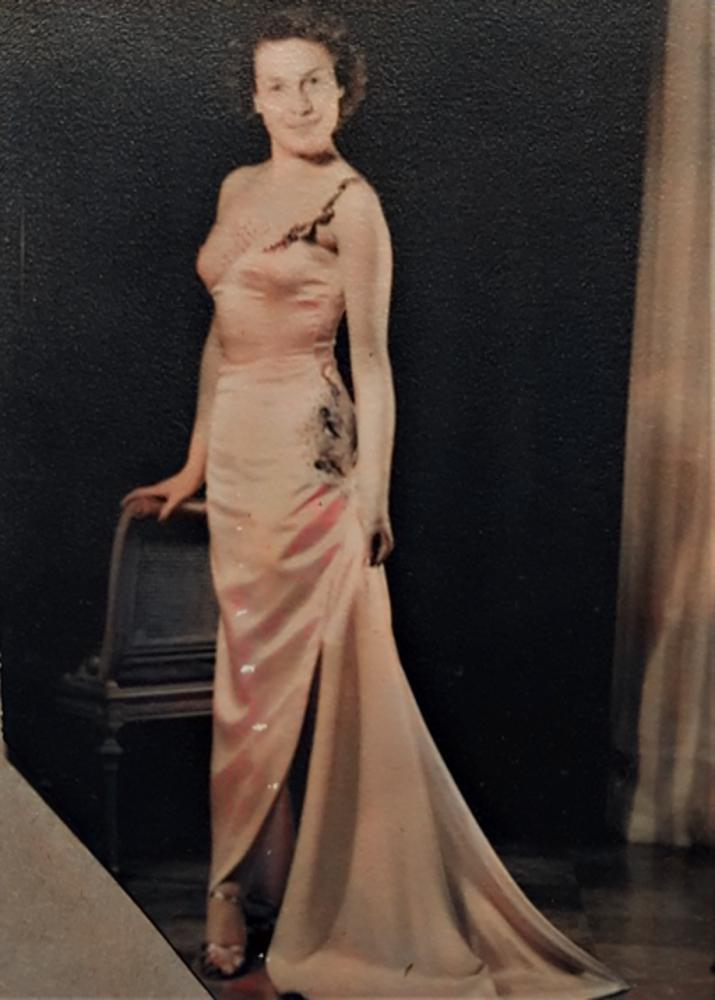

Birgit Olivia Linnéa Linder, född 28 mars 1917 på Muskö i Stockholm, död 8 december 2008 i Stockholm, var en svensk skådespelare och teaterpersonlighet.
Linder växte upp i Stigtomta utanför Nyköping och flyttade under tidigt 1940-tal till Stockholm där hon kom i kontakt med Stockholms Studenteater. Efter framgångar där fick hon möjlighet att i egen regi under dryga 20 år från 1948 producera salongskomedier över hela Sverige under varumärket Turné Birgit Linder. Bland medarbetarna på dessa turnéer märks namn som Alice och Ernst Eklund, Annalisa Ericson, Per Grundén, Karl-Arne Holmsten samt Arthur Fischer.
Birgit Linder gifte sig med Carl Otto "Carro" Bergkvist tillsammans med vilken hon fick sonen Jan Peter. Hon levde de sista åren fram till 2008 på äldreboendet Sjöberga Gård utanför Stockholm.

## Filmografi
- 1944 – Narkos
- 1945 – Kungliga patrasket
- 1946 – Bröder emellan
- 1946 – Eviga länkar
- 1946 – Det glada kalaset
- 1946 – Kristin kommenderar
- 1948 – De valde friheten!
- 1948 – Var sin väg
- 1949 – Kuckelikaka
- 1956 – Sången om den eldröda blomman

## Teater

### Roller (ej komplett)
| År   | Roll        | Produktion                                          | Regi          | Teater      |
| ---- | ----------- | --------------------------------------------------- | ------------- | ----------- |
| 1942 | Nattflyet 2 | I vår Herres hage Josef Čapek och Karel Čapek       | Gösta Folke   | Vasateatern |
| 1942 |             | Min syster Eileen Joseph Fields och Jerome Chodorov | Gösta Folke   | Vasateatern |
| 1956 | Ninotchka   | Ninotchka Marc-Gilbert Sauvajon                     | Sven Lindberg | Riksteatern |

### Scenografi
| År   | Produktion                         | Upphovsmän                        | Regi            | Teater      |
| ---- | ---------------------------------- | --------------------------------- | --------------- | ----------- |
| 1941 | Kan man lita på Peter? Die Gattin  | Johann von Bokay                  | Martha Lundholm | Vasateatern |
| 1942 | Min syster Eileen My Sister Eileen | Joseph Fields och Jerome Chodorov | Gösta Folke     | Vasateatern |

### Fotnoter
1. ↑  ”I vår herres hage”. Musikverket. http://calmview.musikverk.se/CalmView/Record.aspx?src=CalmView.Performance&id=PERF14232&pos=427. Läst 1 maj 2016.
2. ↑  ”Teater Musik Film”. Dagens Nyheter:  s. 9. 22 december 1942. http://arkivet.dn.se/arkivet/tidning/1942-12-22/348/9. Läst 1 maj 2016.
3. ↑  ”Riksteatern repeterar”. Dagens Nyheter:  s. 10. 5 januari 1956. http://arkivet.dn.se/arkivet/tidning/1956-01-05/4/10. Läst 22 augusti 2015.